# In Advance of the Broken Arm (konst)
För albumet  med In Advance of the Broken Arm med Marnie Stern, se In Advance of the Broken Arm (album).
In Advance of the Broken Arm (En prévision du bras cassé) är en readymade av Marcel Duchamp.
År 1915 köpte Marcel Duchamp en snöskyffel, målade "de Marcel Duchamp" ("från Marcel Duchamp") på dess skaft och hängde den i en lina i taket i sin ateljé. Därmed hävdade han att han, med detta han kallade en readymade, hade skapat ett konstverk. Han massfabricerade föremål, som han utsåg till konstverk, och utmanade därmed den vedertagna uppfattningen om vad som är konst, nämligen att konstföremålet skulle avspegla konstnärens förmåga, och normalt även ha tillverkats av honom. Duchamp hävdade mot detta att konstnären kunde göra ett konstverk helt enkelt genom att endast göra ett urval. 
Marcel Duchamp satte vanligen humoristiska titlar på sina readymades. Med In Advance of the Broken Arm anspelar han på ett oklart sätt på snöskyffels funktion att kunna hindra olycksfall.
Prelude to a Broken Arm var Marcel Duchamps första readymade. Originalet har försvunnit. Repliker finns på bland andra Yale University Art Gallery i New Haven, Connecticut och Museum of Modern Art i New York.